# Piper longicaudatum
Piper longicaudatum là một loài thực vật thuộc họ Piperaceae. Đây là loài đặc hữu của Ecuador.